# 笠毛光教
笠毛 光教（かさげ みつのり）は、鎌倉時代後期から室町時代の守護大名。